# Кальгъярви
Кальгъярви, Кяльгъярви — озеро на территории Паданского сельского поселения Медвежьегорского района Республики Карелии.

## Общие сведения
Площадь озера — 2,1 км², площадь водосборного бассейна — 127 км². Располагается на высоте 147,9 метров над уровнем моря.
Форма озера лопастная, продолговатая: вытянуто с северо-запада на юго-восток. Берега изрезанные, каменисто-песчаные, преимущественно возвышенные.
В юго-восточную оконечность озера впадает безымянный водоток, вытекающий из озера Пизанца. Из северо-западной оконечности вытекает также безымянный водоток, впадающий в Кяткиозеро через которое протекает река Сонго, которая далее течёт через озёра Тумасозеро, Унутозеро и Сонго, и впадает в озеро Селецкое.
В озере расположено не менее четырёх безымянных островов различной площади.
Код объекта в государственном водном реестре — 02020001111102000007437.